# 菊田翔友
菊田 翔友（きくた とわ、2003年9月25日 - ）は、愛知県名古屋市昭和区出身のプロ野球選手（投手・育成選手）。右投右打。中日ドラゴンズ所属。

## 経歴

### プロ入り前
名古屋市立村雲小学校1年生の時に瑞穂サンボーイズで野球を始め、5年生時からは植田ファイターズでプレーした。名古屋市立円上中学校在学時は軟式野球のクラブチームである東山クラブでプレーし、全国大会でベスト8に進出した。クラブでは、1学年下に内藤鵬とイヒネ・イツアがいた。
享栄高等学校に進学し、1年夏からベンチ入り。同年秋には4番を務めた。その後は控え投手となり、3年夏の愛知大会では田村俊介擁する愛工大名電との決勝で救援登板するもチームは敗れ、3年間で甲子園大会出場はなかった。同学年に竹山日向、1学年上に上田洸太朗、2学年下に東松快征がいた。
3年夏の大会後に読売ジャイアンツ、北海道日本ハムファイターズの入団テストに参加したが、いずれも不合格だった。同学年でエースを務めていた竹山に負けたくないという思いから、最短でNPBへ挑戦できる独立リーグでプレーすることを選択し、四国アイランドリーグplusの愛媛マンダリンパイレーツへ入団した。

### 四国IL・愛媛時代
2022年は6試合に登板して防御率6.00だった。
2023年は24試合に登板して防御率3.65、6セーブを記録した。
同年10月26日に開催されたドラフト会議にて、中日ドラゴンズより育成2位指名を受け、11月21日に支度金300万円、年俸300万円で仮契約を結んだ。背番号は216。

### 中日時代
2024年はウエスタン・リーグで6試合に登板。防御率2.84という成績を残す。オフに現状維持で契約更改を行った。

## 選手としての特徴・人物
最速150km/hのストレートと、落差のあるフォークを投げる。
目標の選手は高校の先輩である上田洸太朗。

## 詳細情報

### 独立リーグでの投手成績
| 年 度     | 球 団     | 登 板 | 先 発 | 完 投 | 完 封 | 無 四 球 | 勝 利 | 敗 戦 | セ 丨 ブ | ホ 丨 ル ド | 勝 率 | 打 者 | 投 球 回 | 被 安 打 | 被 本 塁 打 | 与 四 球 | 敬 遠 | 与 死 球 | 奪 三 振 | 暴 投 | ボ 丨 ク | 失 点 | 自 責 点 | 防 御 率 | W H I P |
| --------- | --------- | ----- | ----- | ----- | ----- | -------- | ----- | ----- | -------- | ----------- | ----- | ----- | -------- | -------- | ----------- | -------- | ----- | -------- | -------- | ----- | -------- | ----- | -------- | -------- | ------- |
| 2022      | 愛媛      | 6     | 2     | 0     | 0     | 0        | 0     | 0     | 0        | 0           | ----  | 76    | 15.0     | 17       | 1           | 15       | -     | 1        | 11       | 3     | 0        | 11    | 10       | 6.00     | 2.13    |
| 2023      | 愛媛      | 24    | 0     | 0     | 0     | 0        | 0     | 0     | 6        | 1           | ----  | 101   | 24.2     | 16       | 2           | 9        | -     | 4        | 26       | 3     | 0        | 10    | 10       | 3.65     | 1.01    |
| 通算：2年 | 通算：2年 | 30    | 2     | 0     | 0     | 0        | 0     | 0     | 6        | 1           | ----  | 177   | 39.2     | 33       | 3           | 24       | -     | 5        | 37       | 6     | 0        | 21    | 20       | 4.54     | 1.44    |

### 背番号
- 34（2022年 - 2023年）
- 216（2024年[8] - ）